# Wokam
Wokam (zwana też Tanahbesar) – wyspa we wschodniej Indonezji, trzecia co do wielkości w archipelagu wysp Aru z powierzchnią 1604 km² (większe są Trangan i Kobroor). Długość wybrzeża wynosi 322,5 km, a maksymalna wysokość to 237 m n.p.m. Jest jedną z najbardziej na północ wysuniętych wysp archipelagu Aru. Leży ok. 150 km na południe od Nowej Gwinei.